# Chaoborus maculipes
Chaoborus maculipes är en tvåvingeart som beskrevs av Stone 1965. Chaoborus maculipes ingår i släktet Chaoborus och familjen tofsmyggor. Inga underarter finns listade i Catalogue of Life.